# Caroline Espinet
Caroline Espinet (nascuda Caroline Jacquier, Lió (departament del Roine), 29 de març de 1844 - Nantes (Chantenay), 3 de novembre de 1912) fou una artista pintora francesa.

## Biografia
Caroline Espinet és la filla d'un metge de l'exèrcit de terra, Pierre Victor Jacquier (1799-1881), i de Marie-Louise El Nézet, la seva esposa.
Durant la dècada de 1860, les dues germanes, Élodie i Caroline Jacquier, van estudiar a l'escola secundària de Lorient i van prendre lliçons de dibuix amb el pintor i fotògraf Ernest Corroller (1822-1893). Després Caroline Jacquier va seguir els cursos del pintor orientalista Hippolyte Lazerges (1817-1887). Ernest Corroler, amb una formació molt acadèmica, tindrà una gran influència en les carreres de les dues artistes.
Caroline Espinet es casà al 1868 amb Paul Durand, que moriria al desembre de 1869. Es va tornar a casar el 1873 amb Charles Espinet, tinent de la marina, que era capità de fragata.

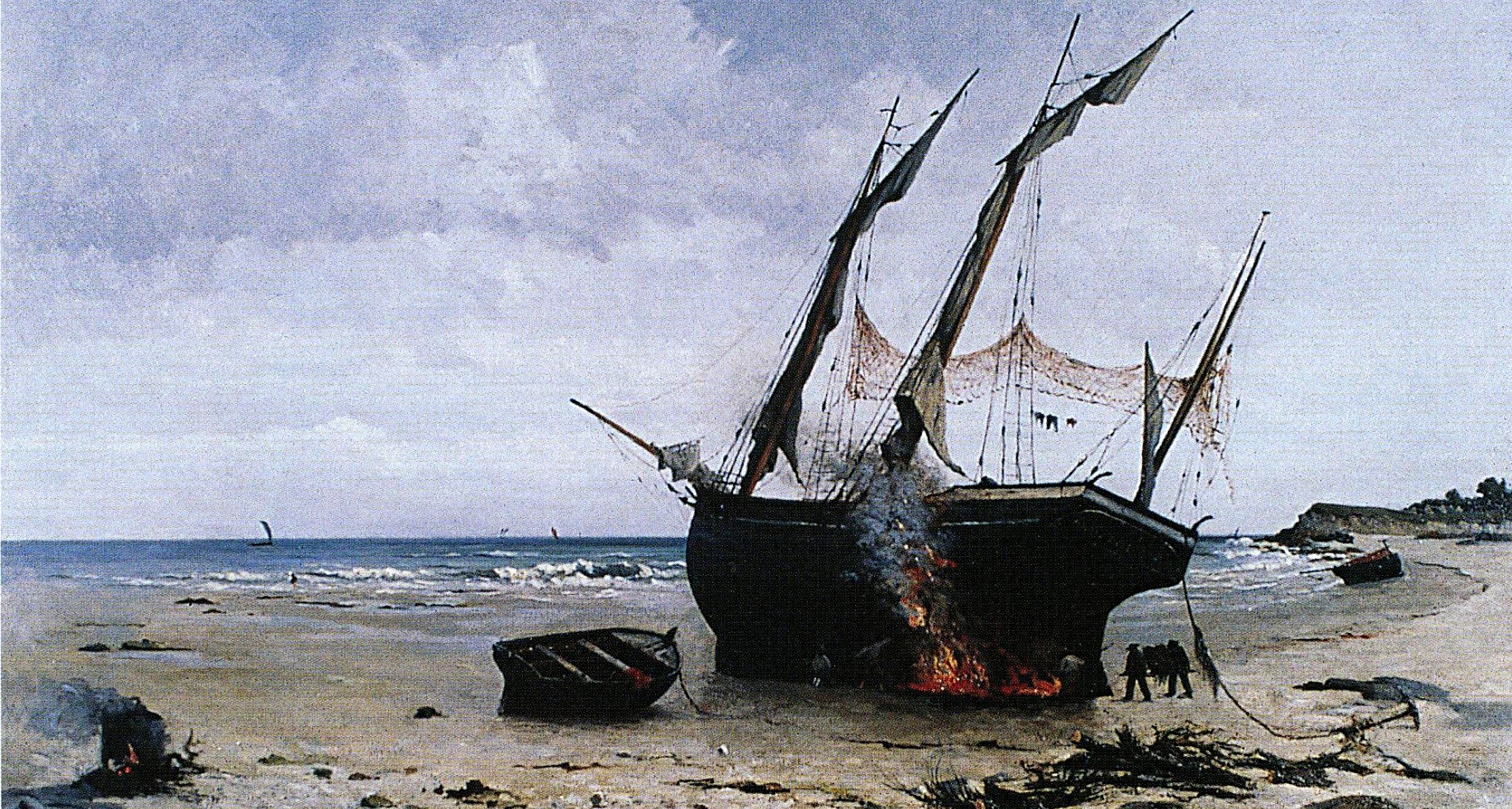
Flambage d'un lougre, 1877.

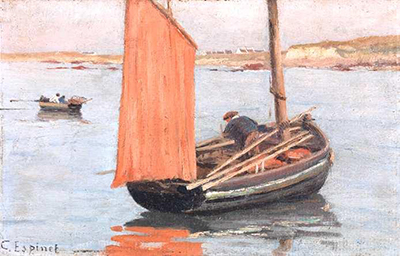
Pintura d'una barca

Caroline Espinet seguirà una carrera artística una mica més discreta que la de la seva germana. La seva pintura és tanmateix més audaç, amb enquadraments molt moderns per a la seva època. Com la seva germana, exposa regularment als Salons.
Quan van anar a viure a Portivy als anys 1880, les dues germanes pinten marines, així com escenes de la seva vida quotidiana. Al 1881, impulsada per Hélène Bertaux es crea la Union des femmes peintres et sculpteurs, decidida a organitzar els seus propis Salons. Elodie La Villette en serà la viceprésidenta et Virginie Demont-Breton, la présidenta. El 26 de gener de 1882 exposen en aquest Saló.

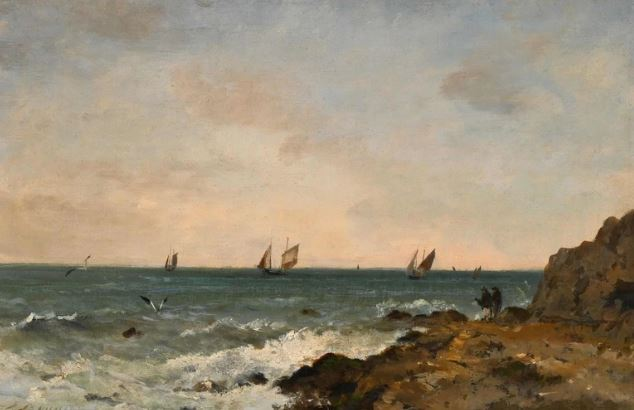
Vora del mar

Mor a Nantes al 1912. L'any 1943, la casa familiar va ser bombardejada i així van desaparèixer una part molt gran de les teles i dibuixos de l'artista.

## Salons
- Salon de peinture et de sculpture, de 1875 a 1881.
- Salon dels Artistes Français, l'any 1882 i l'any 1887.
- Union des femmes peintres et sculpteurs, de 1882 a 1898.
- Salon dels Indépendants, de 1892 a 1899.

## Exposicions
- 1994: retrospectiva Élodie La Villette (1842-1917) - Caroline Espinet (1844-1910), Lorient.
- 2013: Dones artistes a Bretanya, Museu du Faouët (Morbinhan), del 29 de juny al 13 d'octubre de 2013.
- 2014: Elodie La Villette & Caroline Espinet, soeurs et peintres, Musée des Beaux-arts de Morlaix, del 14 de juny al 31 d'octubre de 2014.[2]

## Obres en col·leccions públiques
- Lorient, museu de la Companyia de les Índies: Flambage d'un lougre, 1877, oli sobre tela.

## Obres no localitzades
- Barque devant l'usine,, oli sobre tela.[4]
- Crépuscule, les menhirs de Kerbougnec, oli sobre tela.
- Jeune bretonne assise sur l'escalier, oli sobre tela.
- La chaloupe ételloise, Fête-Dieu, oli sobre fusta.
- Pêcheur à la vareuse blanche, oli sobre fusta.